# Madelinus

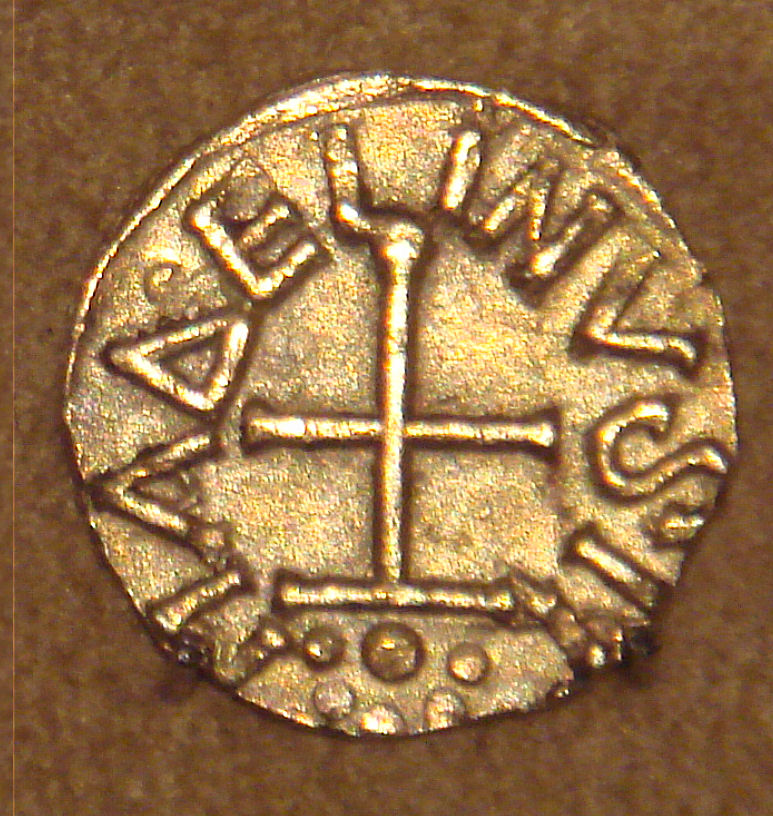

Madelinus was een vroegmiddeleeuwse muntmeester die in het huidige Nederland omstreeks het midden van de 7e eeuw actief was.
Van Madelinus is bekend dat hij in de Merovingische tijd in Maastricht munten sloeg. In Dorestad (Wijk bij Duurstede) was hij in het tweede kwart van de 7e eeuw werkzaam. Zijn uit Dorestad afkomstige gouden muntstukken (tremissis) zijn onder meer voorzien van het opschrift DORESTATI FIT (in Dorestad geslagen) met aan de andere zijde de naam van deze muntmeester. Een muntmeester met een vergelijkbare geschiedenis was Rimoaldus, die kort voor 650 Maastricht voor Dorestad verruilde.
Madelinus' munten werden vervolgens veelvuldig nagemaakt in Frankische en Friese gebieden. Ongeveer 80% van de circa 500 teruggevonden munten worden voor imitaties gehouden. De Madelinus-munten en eerste imitaties bezaten nog een goudgehalte van circa 50%, bij imitaties enkele decennia later liep dit terug naar 5 à 10 %. De zogeheten pseudo-tremisses van het Madelinus/Dorestad type kunnen een afwijkende vormgeving hebben en zilver of koper bevatten.